# Carl-Uwe Steeb
Carl-Uwe Steeb (Aalen, 1º settembre 1967) è un ex tennista tedesco.

## Carriera
Divenuto professionista nel 1986, vince la Coppa Davis, come membro della Germania Ovest, per ben tre volte (1988, 1989, 1993). In particolare nel 1988 regala il primo punto alla propria squadra, sconfiggendo in 5 set Mats Wilander, in una finale in cui la Germania supera la Svezia per 4-1.
In carriera vince 3 tornei di singolare, imponendosi a Gstaad, Genova e Mosca.
Il 1989 è sicuramente un anno importante nella carriera del tedesco: difatti raggiunge i quarti a Sydney, Lione, Key Biscayne (dove batte Andre Agassi al primo turno e Jim Courier al terzo), Monte Carlo e Barcellona; giunge quindi in semifinale ad Amburgo e in finale a Tokyo (sconfitto da Aaron Krickstein). Ottiene inoltre le prime affermazioni in carriera sia in singolare a Gstaad che in doppio a Brisbane. Conclude l'anno conquistando la Coppa Davis.
Il 1992 è un altro anno estremamente positivo per Steeb: nonostante non riesca ad aggiudicarsi alcun torneo ottiene prestigiosi piazzamenti quali la finale di Mosca, le semifinali di Adelaide e Roma (dove batte Richard Krajicek e Michael Chang) e i quarti a Bruxelles e a Montecarlo. Raggiunge inoltre gli ottavi di finale agli Open di Francia dove impatta contro Pete Sampras.
Si ritira dalle competizioni nel 1996.

## Singolare

### Vittorie (3)
| Legenda                                           |
| Grande Slam (0)                                   |
| Tennis Masters Cup (0)                            |
| ATP Masters Series (0)                            |
| ATP Championships / International Series Gold (0) |
| ATP Tour (3)                                      |

| Numero | Data            | Torneo                                  | Superficie  | Avversario della finale | Risultato               |
| 1.     | 10 luglio 1989  | Allianz Suisse Open Gstaad, Gstaad      | Terra rossa | Magnus Gustafsson       | 6–7, 3–6, 6–2, 6-4, 6-2 |
| 2.     | 17 giugno 1991  | Hypo Group Tennis International, Genova | Terra rossa | Jordi Arrese            | 6–3, 6–4                |
| 3.     | 6 novembre 1995 | Kremlin Cup, Mosca                      | Sintetico   | Daniel Vacek            | 7–6, 3–6, 7-6           |

### Finali perse (5)
| Numero | Data             | Torneo                         | Superficie | Avversario in finale | Punteggio     |
| 1.     | 22 ottobre 1989  | Tokyo Indoor                   | Carpet     | Aaron Krickstein     | 2–6, 2–6      |
| 2.     | 14 gennaio 1990  | Medibank International, Sydney | Cemento    | Yannick Noah         | 7–5, 3–6, 4–6 |
| 3.     | 18 febbraio 1990 | Brussels Indoor, Bruxelles     | Carpet     | Boris Becker         | 5–7, 2–6, 2–6 |
| 4.     | 15 novembre 1992 | Kremlin Cup, Mosca             | Carpet     | Marc Rosset          | 2–6, 2–6      |
| 5.     | 17 gennaio 1993  | ATP Jakarta, Giacarta          | Cemento    | Michael Chang        | 6–2, 2–6, 1–6 |

## Doppio

### Vittorie (3)
- 1988: Brisbane (con Eric Jelen)
- 1991: Mosca (con Eric Jelen)
- 1991: Long Island (con Eric Jelen)